# 海晏寺
海晏寺（かいあんじ）は、東京都品川区南品川五丁目にある単立寺院で、近年まで曹洞宗の寺院だった。
建長3年（1251年）開山。本尊は聖観音菩薩、山号は補陀落山。

## 歴史
この寺は、鎌倉時代幕府5代執権北条時頼が開基となって宋から渡来した禅僧蘭渓道隆の開山により臨済宗の寺院として創建されたと伝えられる。本尊の観音像は、品川沖でかかった鮫の腹から出た物と伝えられ、一帯の「鮫洲」という地名の由来ともなっている。
かつては多くの末寺を有したが衰退し、1593年（文禄2年）徳川家康が天叟慶存を招いて再興し、現在の曹洞宗の寺院となった。江戸時代「御殿山の桜」とならび紅葉の名所として知られていた。
2019年（平成31年）曹洞宗の宗門から脱退し、単立寺院となる。
これにより、品川区内の曹洞宗寺院数は6ヶ寺に減った。

## 文化財
- 東京都指定旧跡
  - 白井鳥酔の墓
  - 加舎白雄の墓
  - 松平春嶽の墓[1]
  - 岩倉具視の墓
  - 後藤昌直の墓
- 品川区指定文化財
  - 由利公正の墓[1]

## 墓所
※檀信徒以外は立ち入り禁止。一般拝観は不可。
- 伊東祐亨
- 伊東祐麿
- 伊藤雋吉
- 市岡晋一郎
- 岩山敬義
- 児島惟謙
- 工藤行幹
- 隈川宗雄
- 後藤昌文
- 笹村良昌
- 大井村名主櫻井家
- 加藤寛治
- 福島敬典
- 中根雪江
- 山尾庸三
- 寺島宗則
- 松村淳蔵
- 鮫島員規 - 冨士霊園に改葬
- 岡崎生三 - 青山霊園立山墓地に改葬
- 横山久太郎 - 改葬先不明